# برد فینستاد
بردلی هاوارد فینستاد (زاده ۳۰ مه ۱۹۷۶) یک سیاستمدار، کشاورز و مشاور کشاورزی آمریکایی است که از سال ۲۰۲۲ به عنوان نماینده ایالات متحده خدمت می‌کند. فینستاد، عضو حزب جمهوری‌خواه، از سال ۲۰۰۳ تا ۲۰۰۹ در مجلس نمایندگان مینه سوتا خدمت کرد. فینستاد در نیو اولم، مینه سوتا، در ۳۰ مه ۱۹۷۶ به دنیا آمد. او در مزرعه خانواده‌اش در شهرستان براون، مینه‌سوتا بزرگ شد که خانواده‌اش چندین نسل آن را اداره می‌کردند. او مدرک لیسانس علوم را در آموزش کشاورزی از دانشگاه مینه سوتا به دست آورد.